# Apple Park

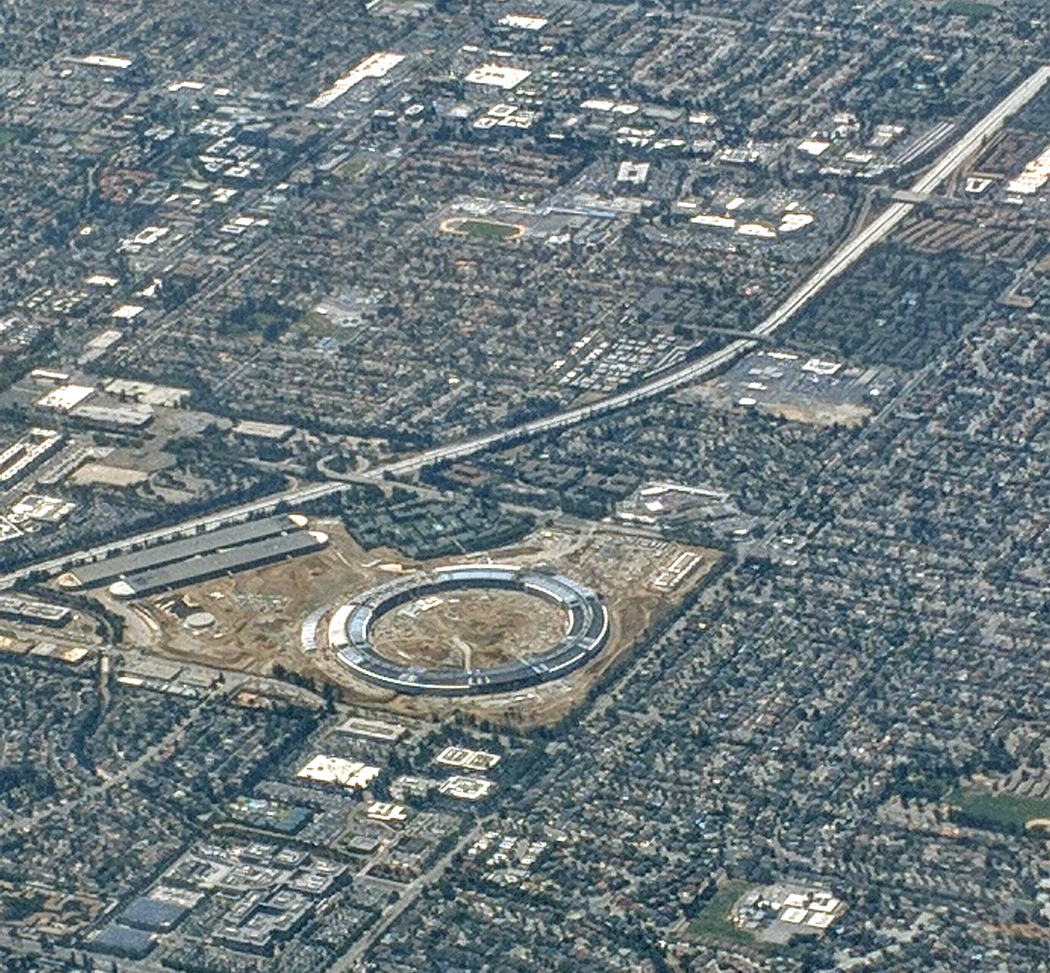
Luftaufnahme (2016)

Der Apple Park (früher Apple Campus 2) ist ein Gelände in Cupertino im kalifornischen Silicon Valley und gleichzeitig der Hauptsitz des US-amerikanischen Technologieunternehmens Apple.

## Geschichte
Der bisherige Apple Campus befand sich an der Adresse 1 Infinite Loop in Cupertino. Dieser Gebäudekomplex umfasst 130.000 m² (13 ha, 32 acres). 2006 bekam Apple von der Stadtverwaltung mehrere Grundstücke etwa 1,5 km östlich davon angeboten, um dort einen neuen Unternehmenssitz aufzubauen. Dieses Areal an der Pruneridge Avenue, zu dem auch das ehemalige Firmengelände von Hewlett Packard gehört, umfasst 710.000 m².
Die Grundsteinlegung erfolgte 2013 unter dem Arbeitstitel Apple Campus 2. Als Baukosten wurden ursprünglich drei Milliarden US-Dollar angesetzt, Medienberichten zufolge sollen es aber letztlich fünf Milliarden gewesen sein. Von Apple wurde diese Zahl nicht kommentiert.
Eine Besonderheit ist seine Gestaltung in der Form eines großen Ringes. Schon der Campus 1 hat als Adresse Infinite Loop (Endlosschleife); diese Idee wurde von Norman Foster, der als Architekt gewonnen werden konnte, für den neuen Sitz übernommen. Mit knapp einem halben Kilometer Durchmesser (461 m) ist das ringförmige Gebäude größer als das Pentagon (wenn auch mit 260.000 m² mit deutlich weniger Nutzfläche). Im Inneren des Rings ergibt sich ein 12 ha großer Park, doppelt so groß wie der Wiener Stadtpark. Insgesamt sind am Areal über 14.000 Parkplätze vorgesehen.
Im Februar 2017 wurde das Gelände als Apple Park benannt, sein Auditorium Steve Jobs Theater.
Am 16. Februar 2018 wurde One Apple Park Way zur offiziellen Adresse des Firmensitzes, nachdem bereits wenige Tage zuvor zum ersten Mal dort die Jahreshauptversammlung stattfand. Der progressive Einzug der mehr als 12.000 Angestellten war zu diesem Zeitpunkt noch nicht beendet.